# 邓茂七
邓茂七（？—1449年2月28日），原名鄧雲，明代中叶農民军首领，江西建昌（今南城）人，原為佃农，後遷居福建。正统十三年（1448年），發動起义，自称“铲平王”，次年失败被杀，史稱“鄧茂七之亂”。 

## 生平
邓茂七因为杀死地主逃到福建宁化，后来又移居沙县，自此改名茂七，继续以佃种为生。正统十二年（1447年），邓茂七被编排为“巡警总甲”，于是趁机率领佃农拒绝送租，拒交鸡鸭“冬牲”等额外租金。
正统十三年（1448年）二月，沙县知县下令逮捕邓茂七，邓茂七乃聚众叛乱。叛乱军杀了知县后，人數迅速增至十餘万人。邓茂七在沙县陈山寨建立政权，自称“铲平王”（一说称“闽王”），设官属，歃血誓众，宣布要铲平天下的不平。不久，与活动于闽浙赣边界的叶宗留领导的矿徒叛乱军建立联系，彼此声援，共同作战，并在占领了沙县县城后，向延平府（今福建省南平市延平区）进军。御史丁瑄遣使招安，邓茂七杀使，同时击败了御史张海军，又于延平城外大败官军，杀都指挥范真、指挥彭璽。此后邓茂七乘都御史张楷被叶宗留牵制于浙江的机会，连破二十餘县，“控制八闽”，震动三省。
明廷以宁阳侯陈懋为征南将军，率京营以及江浙诸路四万七千大军前往平乱。与此同时，张楷也由浙入闽，招降了叛乱军首领罗汝先、张繇孙、黄琴等。正統十四年二月初六日（1449年2月28日），罗汝先诱邓茂七攻延平，明朝以重兵围攻邓茂七部，邓茂七中箭而死。
邓茂七的餘部在其侄邓伯孙及部将郑永祖等率领下继续战斗，于同年被陈懋平定。

## 外部連結
- 明代邓茂七叶宗留起义（地图） （页面存档备份，存于）
- 《叶宗留与邓茂七起义》 （页面存档备份，存于），中国庆元网。